# Botswana National Front
Het Botswana National Front (Nederlands: Botswana Nationaal Front) is een politieke partij in Botswana. Sinds de verkiezingen van 1969 is het de voornaamste oppositiepartij. Momenteel maakt het BNF deel uit van de politieke alliantie Umbrella for Democratic Change.

## Geschiedenis
Het BNF werd op 10 oktober 1966 opgericht, kort na de verkiezingsoverwinning van de Botswana Democratic Party (BDP) van Seretse Khama. De oprichters, waaronder Dr. Kenneth Koma, identificeerden zich met het socialisme en streefde naar een progressief regeringsbeleid dat aansloot bij andere Afrikaanse landen die kort tevoren hun onafhankelijkheid hadden gekregen. In 1969 sloot Kgosi Bathoen II Gaseitsiwe, een traditioneel man, die zich nochtans socialist noemde, die bevreesd was dat de nieuwe regering onder de BDP een einde zou maken aan de traditionele bevoegdheden van de stamhoofden, zich bij het BNF aan. Het BNF was een merkwaardig samenwerkingsverband van progressieven en tradionalisten, verenigd in hun verlangen de BDP van haar machtspositie te beroven. Bathoen werd voorzitter van de partij, omdat hij er beter in slaagde mensen aan zich te binden. Bij de verkiezingen van 1969 deed het BNF haar intrede in de Nationale Vergadering met drie zetels. Een van de zetels die de partij behaalde was in het district Bangwaketse (in het zuidoosten), de thuisbasis van Chief Bathoen. Geleidelijk aan wist het BNF de Botswana People's Party (BPP) te verdringen van de eerste plaats als voornaamste oppositiepartij.
Bij de verkiezingen van 1984 wist het BNF in bijna alle stedelijke gebieden meerderheden te behalen. De partij versloeg twee kabinetsministers en ging van twee naar vier zetels. In 1985 trad Bathoen als voorzitter van de partij af ten gunst van Koma. Hij oefende evenwel kritiek uit op de koers van zijn opvolger, die hij te links vond. In 1988 zegde hij zijn lidmaatschap van het BNF op en voorafgaande aan de verkiezingen van 1989 richtte Bathoen de Botswana Freedom Party (BFP) op, die echter geen zetel wist te behalen. Koma's BNF verloor bij die verkiezingen echter wel een van zijn vier zetels. Koma vormde het BNF om tot een sociaaldemocratische partij die in 1994 consultatief lid werd van de Socialistische Internationale. Bij de verkiezingen van 1994 boekte het BNF het beste verkiezingsresultaat ooit: 13 zetels, een winst van tien.
In 1998 kwam het tot een conflict binnen het BNF een jaar eerder, die leidde tot het uittreden van 11 van de 13 parlementariërs die de Botswana Congress Party (BCP) vormden. Bij de verkiezingen een jaar later werden zowel het BNF als de BCP afgestraft, het BNF won 6 zetels en de nieuwe BCP moest zich tevreden stellen met een zetel. In 2004 behaalde het BNF echter weer 12 zetels, maar bij de verkiezingen van 2009 slechts 6. In 2012 vormden het Botswana National Front, de Botswana Movement for Democracy (BMD) en de Botswana People's Party (BPP) de Umbrella for Democratic Change (UDC) die bij de verkiezingen van 2014 17 en bij de verkiezingen van 2019 15 zetels wist te behalen.

## Verkiezingsresultaten
| Verkiezingsresultaten | Verkiezingsresultaten | Verkiezingsresultaten |
| Jaar                  | Zetels                | %                     |
| --------------------- | --------------------- | --------------------- |
| 1969                  | 3 / 31                | 13,6 / 100            |
| 1974                  | 2 / 36                | 11,6 / 100            |
| 1979                  | 2 / 36                | 13 / 100              |
| 1984                  | 4 / 38                | 20,44 / 100           |
| 1989                  | 3 / 38                | 26,95 / 100           |
| 1994                  | 13 / 44               | 36,94 / 100           |
| 1999                  | 6 / 44                | 25,95 / 100           |
| 2004                  | 12 / 63               | 26,06 / 100           |
| 2009                  | 12 / 63               | 21,94 / 100           |
| 2014 UDC              | 17 / 63               | 30,01 / 100           |
| 2019 UDC              | 15 / 65               | 35,89 / 100           |